# Randolph McCall Pate
Randolph McCall Pate, ameriški general marincev, * 11. februar 1898, Port Royal, Južna Karolina, ZDA, † 31. julij 1961, Bethesda, Maryland. 

## Življenjepis
1918 je vstopil v Kopensko vojsko ZDA kot vojak, nakar je vstopil v Virginia Military Institute; diplomiral je junija 1921. V Korpus mornariške pehote Združenih držav Amerike je bil sprejet septembra istega leta kot poročnik. 1923–1924 je služil v Santo Domingo, 1927–1929 na Kitajskem; v vmesnih obdobjih je služil na Havajih. 
Spomladi 1939 je postal pomočnik načelnika štaba za oskrbo 1. marinske divizije (Marine Corps Base Camp Lejeune, Severna Karolina). Na tem položaju je tudi vstopil v drugo svetovno vojno, ko je sodeloval v operacijah na Guadalcanalu. 
Po vojni se je vrnil v ZDA, kjer je bil januarja 1946 postavljen za direktorja Oddelka za rezervo HQMC. Naslednje leto je opravljal dolžnosti kot član Splošnega odbora, Oddelek za mornarico (Washington, D.C.). Julija 1948 je postal načelnik štaba Marine Corps Schools (Quantico, Virginija); dve leti je postal direktor Marine Corps Educational Center. 
Julija 1951 je bil premeščen v Pisarno združenega štaba, kjer je bil namestnik direktorja združenega štaba za logistične načrte. Novembra istega leta je drugič postal Oddelka za rezervo. Septembra 1952 je postal poveljnik 2. marinske divizije (Camp Lejeune). Junija 1953 je bil poslan v Korejo, kjer je ostal do maja 1954.
Julija 1954 je postal pomočnik komandanta in načelnik štaba HQMC. 1. januarja 1956 je bil povišan v generala in postal komandant Korpusa mornariške pehote Združenih držav Amerike.
V času njegovega mandata je nadzoroval reorganizacijo urjenja rekrutov (tudi med nesrečo v Ribbon Creeku), izkrcanje marinskega bataljona v Aleksandriji (Egipt) leta 1956 in izkrcanje v Libanonu 1958. 
31. decembra 1959 se je upokojil; umrl je 31. julija 1961 po krajši bolezni v Pomorski bolnici ZDA (Bethesda, Maryland). 3. avgusta je bil pokopan na pokopališču Arlington.

## Odlikovanja
- Navy Distinguished Service Medal;
- Army Distinguished Service Medal;
- legija za zasluge z bojnim “V” in zlato zvezdo kot simbol druge podelitve;
- škrlatno srce (Guadalcanal, 1942);
- Presidential Unit Citation (Guadalcanal, 1942);
- Navy Unit Commendation (Koreja, 1953);
- World War I Victory Medal;
- Marine Corps Expeditionary Medal z dvema bronastima zvezdama (Santo Domingo, 1923–1924 in Kitajska, 1927–1929);
- Yangtze Service Medal (Kitajska, 1927);
- American Defense Service Medal;
- Asiatic-Pacific Campaign Medal s tremi bronastimi zvezdami;
- American Campaign Medal;
- World War II Victory Medal;
- National Defense Service Medal;
- Korean Service Medal z bronasto zvezdo;
- United Nations Service Medal;
- Presidential Unit Citation (Koreja);
- Order of Military Merit Taiguk (Koreja).

## Napredovanja
- september 1921 - poročnik
- september 1926 - nadporočnik
- november 1934 - stotnik
- oktober 1938 - major
- januar 1942 - podpolkovnik
- december 1943 - polkovnik
- september 1949 - brigadni general
- avgust 1952 - generalmajor
- julij 1954 - generalporočnik
- 1. januar 1956 - general